# Julianpol
Julianpol – wieś sołecka w Polsce położona w województwie opolskim, w powiecie oleskim, w gminie Rudniki.
Przez wieś przebiega ruchliwa droga krajowa nr 43 łącząca Częstochowę z Wieluniem. W końcu września 2007, w starej szkole podstawowej powstał tutaj Ośrodek Wychowawczy dla trudnej młodzieży.

## Historia
Przed wybuchem II wojny światowej wieś znajdowała się przy granicy polsko-niemieckiej. Po wybuchu wojny i zajęciu terytorium przez III Rzeszę wieś została przemianowana na Siemensrich. 26 czerwca 1940 roku mieszkańcy zostali siłą wysiedleni przez niemieckich żandarmów. Część mieszkańców została wysłana w głąb Niemiec na przymusową pracę. Z 36 rozdrobnionych polskich gospodarstw Julianpola połączono ziemię i utworzono z nich 15 farm dla Niemców z Ukrainy.
Po wojnie, pod koniec 1944, część mieszkańców powróciła w swoje ojczyste strony.
W latach 1975–1998 miejscowość położona była w województwie częstochowskim.